# Nun lasst uns gehn und treten

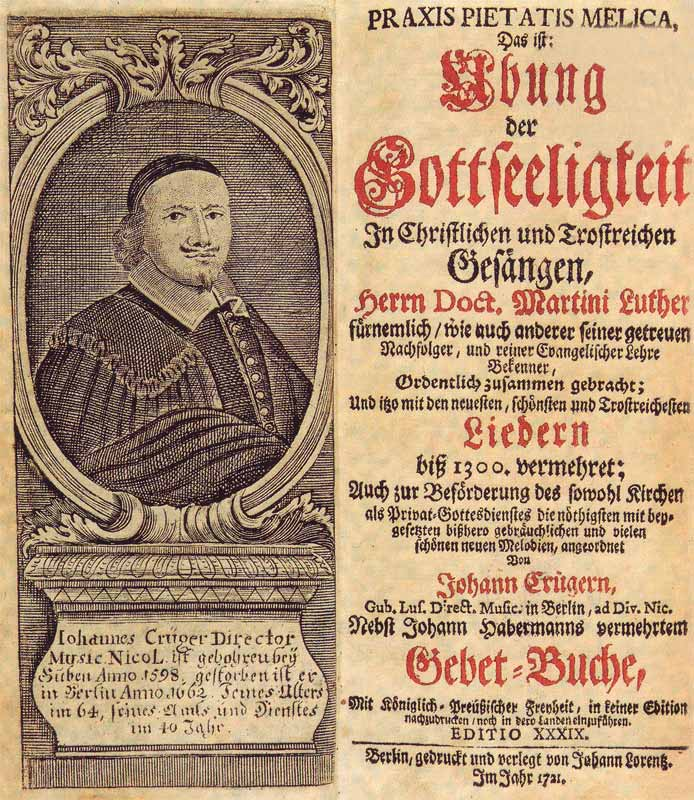
In der Praxis Pietatis Melica 1653 erstmals erschienen.

Nun lasst uns gehn und treten ist ein kirchliches Neujahrslied, das Paul Gerhardt vor 1648 dichtete.

## Form
Das in weiblichen Paarreimen gedichtete Lied verwendet zahlreiche Zwillingsformeln („gehn und treten, tun und machen, Großen und Kleinen“…).  Es besteht aus zwei Teilen, einem resümierenden Gotteslob und Vertrauensbekenntnis (Strophen 1–7) und einer Segensbitte (Strophen 8–15), deren durch einsilbige Imperative eingeleitete Einzelbitten (Strophen 8–13) das jeweilige Anliegen intensivieren. Bis Strophe 8 spricht die Gemeinde in der 1. Person Plural („uns, wir“), ab Strophe 9 flicht sich auch der Einzelne in der 1. Person Singular ein  („mir“).

## Inhalt
Das Lied ist, wie aus Strophen 2 und 15 hervorgeht, für den Jahreswechsel gedichtet.
Eingangs lädt es ein, sich singend und betend Gott zu nähern (Strophe 1). Strophe 2 greift das „Gehen“ auf und wandelt es ab in das Wandern durch den Wechsel der Zeit, die in Strophen 3 und 10 durch drastische Formulierungen („Angst, Schrecken, Blutvergießen“) als Leidenszeit gekennzeichnet ist. Dies verweist auf die Erfahrungen des Autors in der Zeit des Dreißigjährigen Kriegs, denen die Strophen 4 und 5 das Bild der bewahrenden Mutter („Ich will euch trösten wie einen seine Mutter tröstet“ Jes 66,13 ) und des schützenden Vaters (wohl Anspielung auf den Schoß Gottes 1 Joh 1,18 ) entgegensetzen. Strophe 6 reflektiert die Erkenntnis der Vergeblichkeit menschlichen Strebens ohne diese Bewahrung (Anspielung auf „Wenn der Herr nicht das Haus baut, so arbeiten umsonst, die daran bauen. Wenn der Herr nicht die Stadt behütet, so wacht der Wächter umsonst“ Ps 127,1 ). Dieser Erfahrung schließt sich an zentraler Stelle des Liedes (Strophe 7) ein Lobpreis an, der die Erkenntnis aufgreift: „Die Güte des Herrn ist’s, dass wir nicht gar aus sind; seine Barmherzigkeit hat noch kein Ende, sondern sie ist alle Morgen neu, und deine Treue ist groß“ (Klgl 3,22f ).
Der fürbittende Teil ist in Anlehnung an das Allgemeine Kirchengebet formuliert, das traditionell die „heilige allgemeine Kirche, alle Gemeinden des Erdkreises, die Ortsgemeinde und ihre Kleriker, Witwen und Waisen, Kaiser und Reich, Frieden in der Welt, Fruchtbarkeit der Erde, gutes Wetter, Feinde und Verfolger, Notleidende und Bedürftige“ einschloss.

## Melodie
Das Lied wird gesungen auf die Melodie Nun lasst uns Gott dem Herren (bei Nikolaus Selnecker 1587, heutige Form bei Johann Crüger, dessen vierstimmiger Satz im Evangelischen Gesangbuch (EG 320) und im Schweizer Reformierten Gesangbuch (RG 548) steht). Charakteristisch ist innerhalb des Drei-Halbe-Rhythmus der Wechsel von grundschlägigen und synkopischen Takten. Im 18. Jahrhundert, so bei Johann Sebastian Bach, wurde die Melodie zum Drei-Viertel-Takt ausgeglichen, doch schon das Deutsche Evangelische Kirchen-Gesangbuch (1854) notiert sie wieder in der Crüger-Fassung. Die Melodie wird auch für das Lied Wach auf, mein Herz, und singe verwendet.

## Text
Der Text findet sich erstmals in der 1653er Ausgabe der Praxis Pietatis Melica, Sp. 215–217, Rubrik Vom neuen Jahre, war aber vermutlich auch schon in der verloren gegangenen Ausgabe von 1648 abgedruckt.
Im Evangelischen Gesangbuch lautet er:
| 1. Nun laßt uns gehn und treten mit Singen und mit Beten zum Herrn, der unserm Leben bis hierher Kraft gegeben. 2. Wir gehn dahin und wandern von einem Jahr zum andern, wir leben und gedeihen vom alten bis zum neuen 3. durch so viel Angst und Plagen, durch Zittern und durch Zagen, durch Krieg und große Schrecken, die alle Welt bedecken. 4. Denn wie von treuen Müttern in schweren Ungewittern die Kindlein hier auf Erden mit Fleiß bewahret werden, 5. also auch und nicht minder läßt Gott uns, seine Kinder, wenn Not und Trübsal blitzen, in seinem Schoße sitzen. 6. Ach Hüter unsres Lebens, fürwahr, es ist vergebens mit unserm Tun und Machen, wo nicht dein Augen wachen. 7. Gelobt sei deine Treue, die alle Morgen neue; Lob sei den starken Händen, die alles Herzleid wenden. | 8. Laß ferner dich erbitten, o Vater, und bleib mitten in unserm Kreuz und Leiden ein Brunnen unsrer Freuden. 9. Gib mir und allen denen, die sich von Herzen sehnen nach dir und deiner Hulde, ein Herz, das sich gedulde. 10. Schließ zu die Jammerpforten und laß an allen Orten auf so viel Blutvergießen die Freudenströme fließen. 11. Sprich deinen milden Segen zu allen unsern Wegen, laß Großen und auch Kleinen die Gnadensonne scheinen. 12. Sei der Verlaßnen Vater, der Irrenden Berater, der Unversorgten Gabe, der Armen Gut und Habe. 13. Hilf gnädig allen Kranken, gib fröhliche Gedanken den hochbetrübten Seelen, die sich mit Schwermut quälen. 14. Und endlich, was das meiste, füll uns mit deinem Geiste, der uns hier herrlich ziere und dort zum Himmel führe. 15. Das alles wollst du geben, o meines Lebens Leben, mir und der Christen Schare zum sel’gen neuen Jahre. |

Das Lied steht im Evangelischen (EG 58), im Schweizer Reformierten (RG 548), im Mennonitischen (MG 273) und im freikirchlichen Gesangbuch Feiern & Loben (FL 230).